# Williams FW31
La Williams FW31 è una vettura di Formula 1, costruita dalla Williams per partecipare al Campionato mondiale di Formula 1 2009.

## Contesto

### Piloti
Per il terzo anno consecutivo, la coppia di piloti della Williams rimane la stessa, formata dal tedesco Nico Rosberg e dal giapponese Kazuki Nakajima, al quale si aggiunge anche il giovane tedesco Nico Hülkenberg in veste di collaudatore.

## Presentazione
È stata presentata al Autódromo Internacional do Algarve il 19 gennaio 2009. Non è stata una presentazione vera e propria, ma uno shakedown della vettura con alla guida il collaudatore Nico Hülkenberg, infatti mancavano anche i due titolari Rosberg e Nakajima.

## Livrea

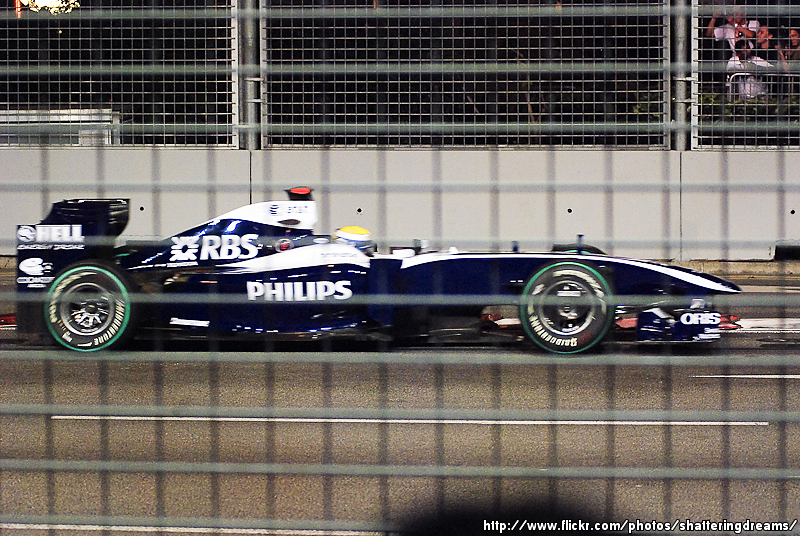
Vista laterale della FW31.

In occasione dei test e del successivo shakedown di Portimaõ, la FW31 si presenta con una tonalità di colore blu scuro, in attesa di definire la posizione degli sponsor nella livrea definitiva.
La livrea definitiva appare infine molto cambiata rispetto a quella della FW30: viene adottata una tonalità di blu molto più chiaro, quasi tendente all'azzurro, mentre ai lati dell'abitacolo, sui flap dell'ala anteriore e sull'airscope prevale il bianco che colora tutti gli sponsor presenti che sono: Air Asia, Philips, Royal Bank of Scotland, Thomson Reuters, Oris, Bridgestone, Randstad e il main sponsor, nonché title sponsor AT&T

## Caratteristiche tecniche

### Telaio e aerodinamica

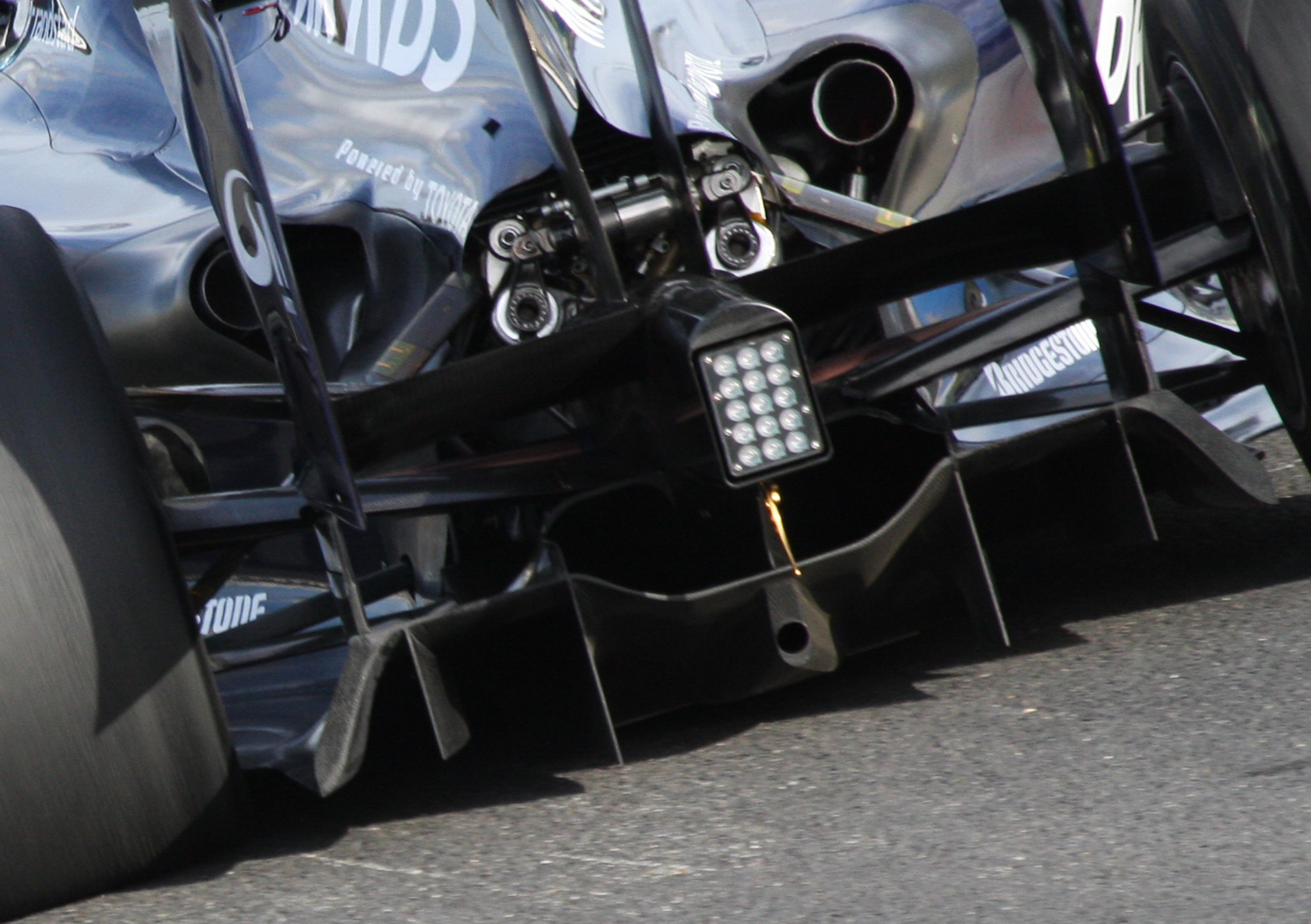
Il design della FW31 nella zona del diffusore che ha causato una controversia successivamente chiarita con decisione della FIA.

A causa anche del cambio regolamentare programmato dalla FIA a partire dalla stagione 2009 che vieta la presenza di appendici aerodinamiche supplementari sul corpo vettura, la nuova FW31, così come le sue avversarie, presenta una linea semplice. 
Il muso è infatti rialzato e anche l'ala anteriore è cambiata, essendo ora più larga e piatta, e non più "a cucchiaio" mentre l'ala posteriore si presenta in forma più alta e più stretta.
Le prese d'aria dei radiatori sono ampie e le pance non hanno più gli sfoghi nella parte finale, ma sono rastremate e si restringono fino a formare l'effetto "Coca-Cola" mentre resta invariato l'airscope, al quale vengono aggiunte due prese d'aria ai lati di minor diametro.
Invece, le soluzioni tecniche adottate nella zona del diffusore posteriore, oltre che dalla FW31 anche dalle vetture presentate da Brawn GP e Toyota, sono oggetto di controversie nel periodo pre-campionato e portano a un reclamo ufficiale di Renault, Red Bull e Ferrari, che viene però rigettato dai commissari alla vigilia del primo gran premio stagionale.

### Meccanica
Per il terzo e ultimo anno, la Williams è equipaggiata dai motori Toyota. La nuova unità giapponese, denominata RVX-09, è ancora un V8 di cilindrata 2.400, ma stavolta con 18.000 giri/minuto, 1000 in meno rispetto al 2008 come da regolamento, che comporta una riduzione di cavalli, ora stimati sui 725-745. 
Inoltre, la Federazione ha reso possibile l'utilizzo (in modo facoltativo) del Kinetic Energy Recovery System (KERS), un dispositivo in grado di recuperare l'energia persa in frenata per poi convertirla in potenza utilizzabile per un massimo di cinque secondi al giro.
Anche la Williams utilizza il Kers, ma progettandolo in proprio e seguendo una filosofia diversa rispetto a quella degli altri team: se infatti il sistema costruito dalle altre squadre funziona elettricamente, quello del team di Grove funziona meccanicamente grazie all'intervento di un volano.
Le gomme rimangono sempre Bridgestone, ma vengono reintrodotte, per la prima volta dal 1997, le gomme slick (quindi lisce) che vanno a sostituire le gomme scanalate che erano ormai in uso dal 1998.

## Scheda tecnica
| Caratteristiche tecniche - Williams FW31               | Caratteristiche tecniche - Williams FW31 | Caratteristiche tecniche - Williams FW31 | Caratteristiche tecniche - Williams FW31 | Caratteristiche tecniche - Williams FW31 | Caratteristiche tecniche - Williams FW31 |
| ------------------------------------------------------ | --- | --- | --- | --- | --- |
|                                                        | | | | | |
| Configurazione                                         | | | | | |
| Carrozzeria: monoposto                                 | Carrozzeria: monoposto | Posizione motore: posteriore | Posizione motore: posteriore | Trazione: posteriore | Trazione: posteriore |
| Dimensioni e pesi                                      | | | | | |
| Ingombri (lungh.×largh.×alt. in mm): 4800 × 1800 × 950 | Ingombri (lungh.×largh.×alt. in mm): 4800 × 1800 × 950 | Ingombri (lungh.×largh.×alt. in mm): 4800 × 1800 × 950 | Ingombri (lungh.×largh.×alt. in mm): 4800 × 1800 × 950 | Diametro minimo sterzata: | Diametro minimo sterzata: |
| Interasse: 3600 mm                                     | Interasse: 3600 mm | Carreggiate: anteriore ? - posteriore ? mm | Carreggiate: anteriore ? - posteriore ? mm | Altezza minima da terra: | Altezza minima da terra: |
| Posti totali: 1                                        | Posti totali: 1 | Bagagliaio: | Bagagliaio: | Serbatoio: | Serbatoio: |
| Masse                                                  | / in ordine di marcia: 605 kg | / in ordine di marcia: 605 kg | / in ordine di marcia: 605 kg | / in ordine di marcia: 605 kg | / in ordine di marcia: 605 kg |
| Meccanica                                              | | | | | |
| Tipo motore: Toyota RVX-09, 2.4 V8 90°                 | Tipo motore: Toyota RVX-09, 2.4 V8 90° | Tipo motore: Toyota RVX-09, 2.4 V8 90° | Cilindrata: 2399 cm³ | Cilindrata: 2399 cm³ | Cilindrata: 2399 cm³ |
| Distribuzione: pneumatica                              | Distribuzione: pneumatica | Distribuzione: pneumatica | Alimentazione: iniezione elettronica digitale MES | Alimentazione: iniezione elettronica digitale MES | Alimentazione: iniezione elettronica digitale MES |
| Prestazioni motore                                     | Potenza: 745 CV | Potenza: 745 CV | Potenza: 745 CV | Potenza: 745 CV | Potenza: 745 CV |
| Accensione: elettronica                                | Accensione: elettronica | Accensione: elettronica | Impianto elettrico: | Impianto elettrico: | Impianto elettrico: |
| Frizione: multidisco                                   | Frizione: multidisco | Frizione: multidisco | Cambio: Williams longitudinale, sette marce più retromarcia, comando semiautomatico sequenziale a controllo elettronico                                      | Cambio: Williams longitudinale, sette marce più retromarcia, comando semiautomatico sequenziale a controllo elettronico                                      | Cambio: Williams longitudinale, sette marce più retromarcia, comando semiautomatico sequenziale a controllo elettronico                                      |
| Telaio                                                 | | | | | |
| Corpo vettura                                          | monoscocca a nido d'ape in fibre di carbonio e materiali compositi                                                                                           | monoscocca a nido d'ape in fibre di carbonio e materiali compositi                                                                                           | monoscocca a nido d'ape in fibre di carbonio e materiali compositi                                                                                           | monoscocca a nido d'ape in fibre di carbonio e materiali compositi                                                                                           | monoscocca a nido d'ape in fibre di carbonio e materiali compositi                                                                                           |
| Sospensioni                                            | anteriori: indipendenti con puntone e molla di torsione anteriore/posteriore / posteriori: indipendenti con puntone e molla di torsione anteriore/posteriore | anteriori: indipendenti con puntone e molla di torsione anteriore/posteriore / posteriori: indipendenti con puntone e molla di torsione anteriore/posteriore | anteriori: indipendenti con puntone e molla di torsione anteriore/posteriore / posteriori: indipendenti con puntone e molla di torsione anteriore/posteriore | anteriori: indipendenti con puntone e molla di torsione anteriore/posteriore / posteriori: indipendenti con puntone e molla di torsione anteriore/posteriore | anteriori: indipendenti con puntone e molla di torsione anteriore/posteriore / posteriori: indipendenti con puntone e molla di torsione anteriore/posteriore |
| Freni                                                  | anteriori: a disco autoventilanti in carbonio / posteriori: a disco autoventilanti in carbonio                                                               | anteriori: a disco autoventilanti in carbonio / posteriori: a disco autoventilanti in carbonio                                                               | anteriori: a disco autoventilanti in carbonio / posteriori: a disco autoventilanti in carbonio                                                               | anteriori: a disco autoventilanti in carbonio / posteriori: a disco autoventilanti in carbonio                                                               | anteriori: a disco autoventilanti in carbonio / posteriori: a disco autoventilanti in carbonio                                                               |
| Pneumatici                                             | Bridgestone / Cerchi: 13 " | Bridgestone / Cerchi: 13 " | Bridgestone / Cerchi: 13 " | Bridgestone / Cerchi: 13 " | Bridgestone / Cerchi: 13 " |

## Piloti
| Piloti ufficiali    | Piloti ufficiali | Piloti ufficiali |
| Nazione             | Nome             | Numero           |
| ------------------- | ---------------- | ---------------- |
| Germania (bandiera) | Nico Rosberg     | 16               |
| Giappone (bandiera) | Kazuki Nakajima  | 17               |
| Piloti di riserva   |                  |                  |
| Nazione             | Nome             | Numero           |
| Germania (bandiera) | Nico Hülkenberg  | Nico Hülkenberg  |

## Carriera agonistica

### Campionato

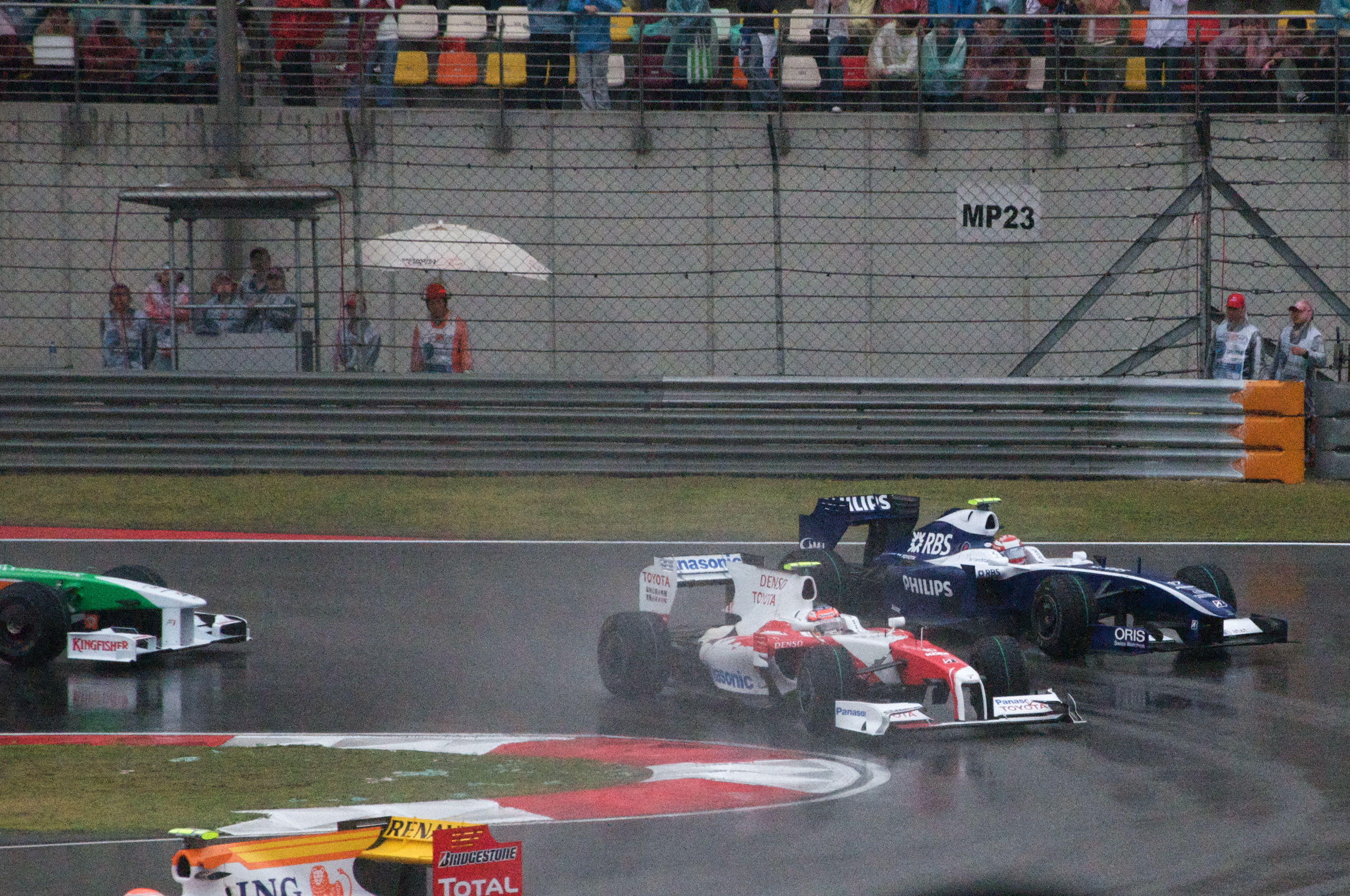
Nakajima in lotta con la Toyota di Timo Glock nel Gran Premio di Cina

L'obiettivo dichiarato dai membri del team alla vigilia del pre-campionato è quello di usufruire del cambio regole per migliorare nettamente le prestazioni della squadra che nel 2008 ha avuto difficoltà nei Gran Premi.
Ad ogni modo la stagione parte in modo positivo in Australia, con Rosberg che conquista la quinta piazza nelle qualifiche e Nakajima la tredicesima. Il tedesco si rende poi autore anche di una buona gara dove chiude sesto e conquista addirittura il suo secondo giro veloce in carriera e il 130º nella storia della Williams. Ancora meglio in Malesia: Rosberg si qualifica nuovamente sesto e, grazie ad un'ottima partenza, conquista subito la testa della corsa, conducendo per 15 giri la gara prima ma l'arrivo della pioggia cambia le carte in tavola e lo fa scivolare sino all'ottavo posto (ultimo piazzamento a punti disponibile) conquistando così solo mezzo punto, dal momento che le condizioni della pista diventano sempre più proibitive e il Gran Premio viene interrotto e concluso prima del raggiungimento del 75% della distanza originaria. Nakajima chiude nuovamente fuori dalla zona punti, in dodicesima posizione.
A causa del reclamo per l'utilizzo del diffusore presentato contro la Williams, i risultati dei primi due GP rimangono sub iudice sino al 15 aprile, quando la FIA rigetta il ricorso contro le soluzioni tecniche adottate sia dal team inglese che dalla Brawn e dalla Toyota, confermando i punti e il giro veloce di Rosberg.. In Cina, sotto la pioggia, e in Bahrain le Williams interrompono la serie di risultati utili concludendo con entrambe le vetture fuori dai punti e Rosberg doppiato di un giro.
Dopo un epilogo analogo anche in Bahrain, in Spagna Rosberg torna ancora a punti, per poi ripetersi anche nelle sette gare successive conquistando come miglior risultato stagionale due quarti posti in Germania e Ungheria e dimostrandosi veloce in qualifica a Singapore con Rosberg che riesce a qualificarsi terzo dopo aver registrato addirittura il miglior tempo nella Q2, dimostrando il corretto funzionamento degli aggiornamenti aerodinamici portati sulla vettura a stagione in corso.
Al contrario del tedesco, oramai prossimo alla Mercedes, Nakajima è autore di una pessima stagione, non riuscendo mai a colmare il gap tra sè e il compagno di team in qualifica e concludendo le gare a fondo classifica, cosa che non gli permette di fare punti in questa stagione ottenendo un nono posto come miglior risultato. A causa anche di ciò, la Williams, nonostante una vettura nettamente migliore in termini di affidabilità e competitività, conclude al 7º posto nel mondiale costruttori con 34.5 punti, tutti di Rosberg che conclude settimo nel mondiale piloti.

## Risultati F1
| Anno | Team          | Motore               | Gomme | Piloti   |     |    |     |     |    |    |    |    |    |   |    |    |    |    |    |     |    | Punti | Pos. |
| ---- | ------------- | -------------------- | ----- | -------- | --- | -- | --- | --- | -- | -- | -- | -- | -- | - | -- | -- | -- | -- | -- | --- | -- | ----- | ---- |
| 2009 | AT&T Williams | Toyota RVX-09 2.4 V8 | B     | Rosberg  | 6   | 8  | 15  | 9   | 8  | 6  | 5  | 5  | 4  | 4 | 5  | 8  | 16 | 11 | 5  | Rit | 9  | 34,5  | 7º   |
| 2009 | AT&T Williams | Toyota RVX-09 2.4 V8 | B     | Nakajima | Rit | 12 | Rit | Rit | 13 | 15 | 12 | 11 | 12 | 9 | 18 | 13 | 10 | 9  | 15 | Rit | 13 | 34,5  | 7º   |

| Legenda | 1º posto     | 2º posto | 3º posto    | A punti         | Senza punti/Non class.  | Grassetto – Pole position Corsivo – Giro più veloce |
| Legenda | Squalificato | Ritirato | Non partito | Non qualificato | Solo prove/Terzo pilota | Grassetto – Pole position Corsivo – Giro più veloce |